# کوتائیسی ۱۲۸۹

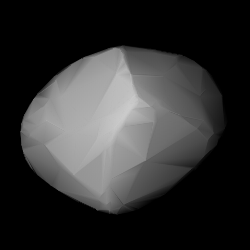
مدل سه‌بُعدی سیارک ۱۲۸۹ بر اساس منحنی نور آن

سیارک ۱۲۸۹ (به انگلیسی: 1289 Kutaissi، نامگذاری:1933QR) هزار و دویست و هشتاد و نهمین سیارک کشف شده‌است که در ۱۹ اوت ۱۹۳۳ و در رصدخانه سایمیز کشف شد.
قدر مطلق سیارک برابر ۱۰٫۷۳ است.